# إعلان بيترسبيرج

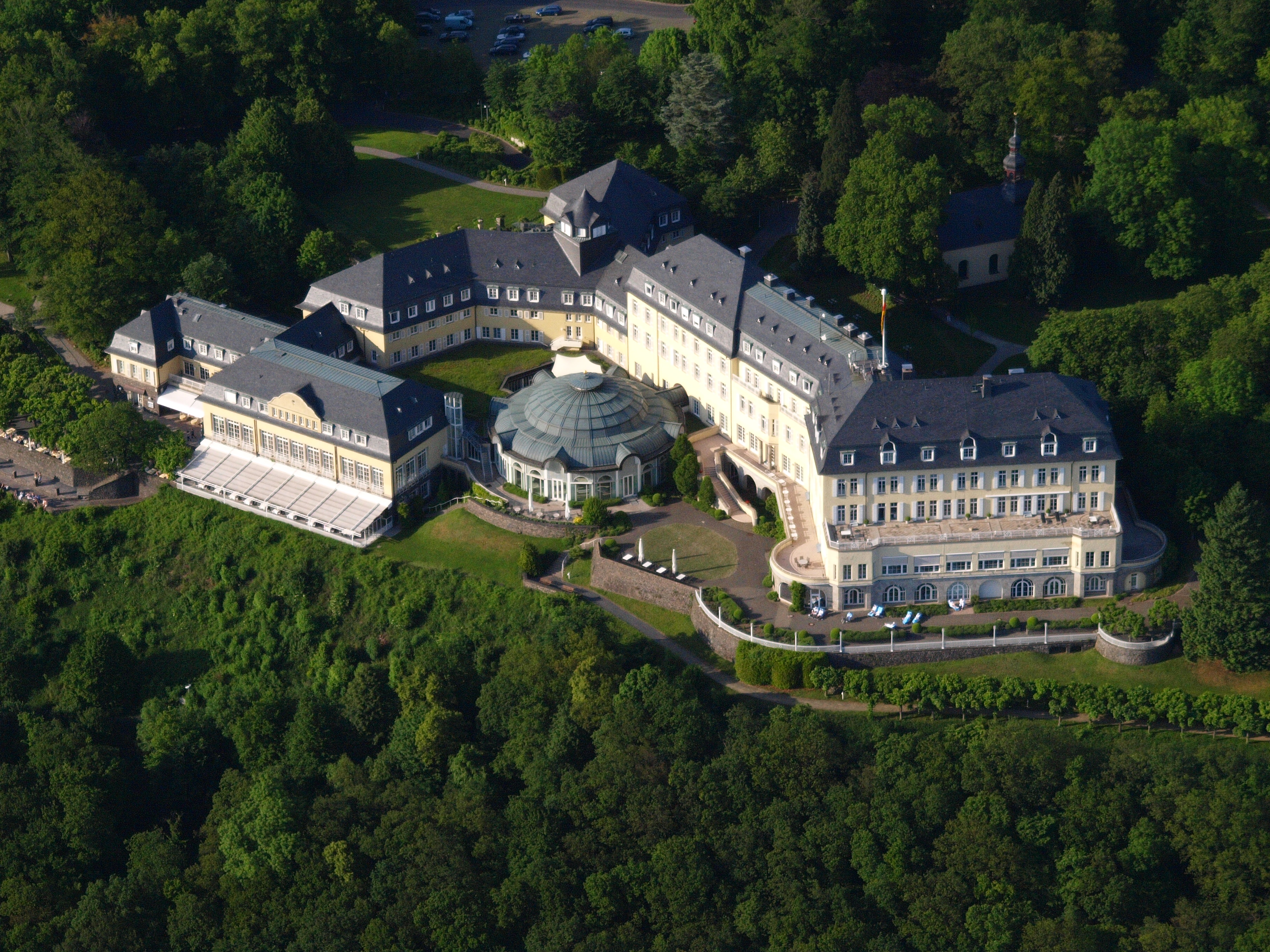
فندق بيترسبرج، حيث تم تحديد مهام بيترسبرج في عام 1992.

إعلان بيترسبرج المعتمد من قبل وزراء الاتحاد الأوروبي الغربي في 19 يونيو 1992 في فندق بيترسبرج بالقرب من بون في ألمانيا. حدد المهام العسكرية ذات الطبيعة الإنسانية ونزع السلاح وحفظ السلام وصنع السلام التي سيتم تمكين الاتحاد الأوروبي الغربي للقيام بها. تم نقل المحتويات والمسؤوليات الناشئة عن الإعلان، والمعروفة باسم مهام بيترسبرج، لاحقًا إلى سياسة الأمن والدفاع المشتركة التابعة للاتحاد الأوروبي.

## الخطوط العريضة
وافقت الدول الأعضاء على نشر قواتها ومواردها من جميع أطياف الجيش تحت سلطة اتحاد غرب أوروبا. تمت صياغة المهام، التي غطت مجموعة من المهام العسكرية المحتملة تتراوح من أبسطها إلى أقوى تدخل عسكري، على النحو التالي:
- المهام الإنسانية والإنقاذ.
- مهام حفظ السلام.
- مهام القوات المقاتلة في إدارة الأزمات، بما في ذلك صنع السلام..

رسمياً، فإن مجموعة المهام التي التزم بها الاتحاد الأوروبي / الاتحاد الأوروبي الغربية «تضمنت» ما ورد أعلاه، ولكنها لم تقتصر عليها. من الناحية العملية، تعتبر مهمة الدفاع عن الأراضي من اختصلص الناتو. نظرًا لأن 21 دولة من أصل 27 دولة عضو في الاتحاد الأوروبي هي أيضًا أعضاء في الناتو، فهناك العديد من البنود لمنع المنافسة مع الناتو.

## نقل إلى الاتحاد الأوروبي
كجزء من الاندماج الجزئي لاتحاد غرب أوروبا والاتحاد الأوروبي، أصبحت هذه المهام جزءًا من سياسة الأمن والدفاع الأوروبية، وكانت أساسية لتعزيز الركيزة الثانية للاتحاد الأوروبي، وهي السياسة الخارجية والأمنية المشتركة.
في عام 1997، خلال القمة الأوروبية في أمستردام، تم دمج المهام في معاهدة الاتحاد الأوروبي. يمكن لكل من الاتحاد الأوروبي الغربي والناتو والاتحاد الأوروبي فرض مهام بيترسبرج، ولكن مع نقل أهم أصول الاتحاد الأوروبي الغربي إلى الاتحاد الأوروبي في عام 1999، أصبح هذا التمييز مصطنعًا في الغالب.
نقل الهيئات من الاتحاد الأوروبي الغربي إلى الاتحاد الأوروبي وكذلك بند الدفاع الجماعي لمعاهدة لشبونة، التي دخلت حيز التنفيذ في عام 2009، جعل اتحاد غرب أوروبا قديمًا، وتم إلغاء الاتحاد الأوروبي الغربي في عام 2011.

## روابط خارجية
- إعلان بيترسبرغ كاملاً عبر موقع WEU (pdf)